# Nederlandse Overzeese Rijksdelen

Locatie van de Nederlandse overzeese gebieden.
Aruba
Curaçao
Sint-Maarten
Caraïbisch Nederland (van west naar oost): Bonaire, Saba en Sint Eustatius

Nederlandse Overzeese Rijksdelen is de van rechtswege gebruikte term in Nederland voor het restant van het vroegere koloniale rijk dat nu onderdeel is van het Koninkrijk der Nederlanden.
In de jaren 20 van de 20e eeuw zijn alle verwijzingen in de grondwet naar koloniën gewijzigd in de term Overzeese Rijksdelen.
De naam van de kolonie Curaçao en Onderhorigheden werd gewijzigd in Nederlandse Antillen, daarnaast hebben er nog een paar corrigerende wijzigingen plaatsgevonden.
In het Statuut voor het Koninkrijk der Nederlanden, dat in 1954 in werking trad, komt de bewoording Overzees Rijksdeel niet meer voor. Nederland, de Nederlandse Antillen en Suriname traden toen als gelijkwaardige partners toe tot het Koninkrijk der Nederlanden. Alleen Nederlands-Nieuw-Guinea was tot 1962 nog wel een Overzees Rijksdeel zonder die status.
Amerikaans · Brits · Frans · Nederlands · Portugees · Spaans